# 7,7-cm-Flak L/27
Die 7,7-cm-Flak L/27 war eine Flugabwehrkanone des Deutschen Kaiserreiches und wurde vor dem Ersten Weltkrieg entwickelt.

## Entwicklung
Um den steigenden Bedarf an Flugabwehrkanonen zu bedienen, begannen die Friedrich Krupp AG und Rheinmetall mit der Entwicklung. 1910 konnten jeweils ein Prototyp von beiden Firmen fertiggestellt und der Artillerie-Prüfungs-Kommission, kurz. A.P.K., vorgestellt werden. Diese waren von den Lafetten und der Art und Weise des seitlichen Schwenkens nicht überzeugt. Dennoch wurden die beiden Flugabwehrkanonen als 7,7-cm-Räderflak L/27 (Kp) und 7,7-cm-Räderflak L/27 (Rh) notiert.

## Technische Beschreibung

### 7,7-cm-Räderflak L/27 (Kp)
Das Geschützrohr der 7,7-cm-Räderflak L/27 (Kp) war ein Vollrohr mit einem halbselbsttätigen Fallblockverschluss. Damit dieses nach der Schussabgabe wieder in die Ausgangsposition zurück glitt, verfügte die Flak über einen Luftvorholer. Die Rohrwiege verfügte über einen nach hinten verlegten Schildzapfen, was einen Richten in der Höhe zwischen −5 Winkelgrad und +70 Winkelgrad ermöglichte. Um das Vordergewicht des Geschützrohres auszugleichen, verfügte die Flak über einen Federausgleicher.
Um dem neuen Geschütz die Drehung um 360 Winkelgrad zu ermöglichen, hatte Krupp die Lafette ähnlich der 6,5-cm-Räderflak L/35 konstruiert. Dabei wurde mittig unter dem Geschütz ein Sporn montiert, welcher in den Boden gerammt wurde und das Geschütz festsetzte. Die Achsschenkel der Lafette waren mit Gelenken an der Achse befestigt. Dadurch konnten die Räder von Hand in Richtung der Mündung umgeschwenkt werden. Nach der Verriegelung der Räder konnte die Lafette im Kreis um den Sporn gedreht werden. Dadurch erreichte man einen Seitenrichtwert von 360 Winkelgrad. Der Richtkanonier bliebt beim seitlichen Richten auf dem Lafettenschwanz sitzen und wurde mit gedreht. Dieser konnte das Geschütz mithilfe eine Handrades langsam drehen. Bei schnelleren Drehungen wurden mit den Lafettenrädern von weiterem Bedienpersonal durchgeführt.
Um die Bedienmannschaft vor Beschuss und Schrapnellen zu schützen, war die Flak mit einem Geschützschild ausgestattet. Dieser Geschützschild war für die Visiereinrichtung unterbrochen, konnte aber durch Klappen wieder verschlossen werden. Die Visiereinrichtung war mit einem Rundblickfernrohr ausgestattet. Mit diesem waren zwei Einstellungen und Nutzung der Flak möglich. Zum einen als Feldkanone oder als Flugabwehrkanone. Bei der Bekämpfung von Luftzielen waren der Richtkanonier und ein Bobachter gefordert. Während der Richtkanonier sich nur auf das Ziel konzentrierte, glich der Beobachter einen möglichen schiefen Stand der Räder oder des Geländes aus.
Die verwendete Munition bestand aus der Feldschrapnellpatrone 96. Diese wog 6,85 kg und hatte 96 Schrapnelle im Granatkörper. Die maximale Schussweite der Granaten mit der Flak betrug 7,8 km, die größte Steighöhe betrug 4,25 km. Eine gut eingespielte Bedienmannschaft konnte bis zu 20 Schuss in der Minute abgeben. Auf der zum Geschütz gehörenden Protze konnten 36 Granaten mitgeführt werden. Auf dem Protzkasten konnten drei Soldaten der Bedienmannschaft Platz finden.

### 7,7-cm-Räderflak L/27 (Rh) (Radunterlage)
Da Rheinmetall mit den abschwenkbaren Rädern schlechte Erfahrungen gesammelt hatte, baute man eine andere Lafettenart. Auch war die Flak leicht verändert. Das Geschützrohr war immer noch ein Vollrohr, verfügte aber über einen halbselbsttätigen Schubkurbelverschluss. Für die Rohrrückführung verbaute Rheinmetall einen statt eines Luftvorholers einen Federvorholer, welcher ähnlich der 10,5-cm-leichten Feldhaubitze 98/09 war. Auch hier verlegte man den Schildzapfen nach hinten um ein Höhenrichtbereich von zwischen −5 Winkelgrad und +70 Winkelgrad zu erreichen. Die Seitenrichtanlage war identisch mit der 7,7-cm-Feldkanone 96 n. A.
Die Visiereinrichtung waren ebenfalls identisch mit der 7,7-cm-F.K. 96 n. A., weshalb die 7,7-cm-Räderflak L/27 (Rh) sowohl gegen Erdziele, als auch gegen Luftziele eingesetzt werden konnte. Die Lafette unterschied sich zu der von Krupp in einigen Dingen. So war unter ihr zwar auch ein fester Sporn angebracht, zusätzlich gab es aber auch einen einklappbaren Sporn. Dieser sollte bei der Bekämpfung gegen Erdziele genutzt werden. Bei der Bekämpfung gegen Luftziele wurde die Lafette auf eine Radunterlage geschoben, welche mit einem kegelförmigen Pivot ausgestattet war. Der feste Sporn wurde mit dem Pivot vereint, damit das Geschütz statt im Boden auf diesem Sockel ruhte. Damit war ein schnelles und leichtes Richten um 30 Winkelgrad zu jeder Seite möglich. Die Radunterlage und das Pivot wurden auf der Protze mitgeführt. Die Munition war identische mit der 7,7-cm-Räderflak L/27 (Kp).

### 7,7-cm-Räderflak L/27 (Rh) (gespreizte Lafettenwände)

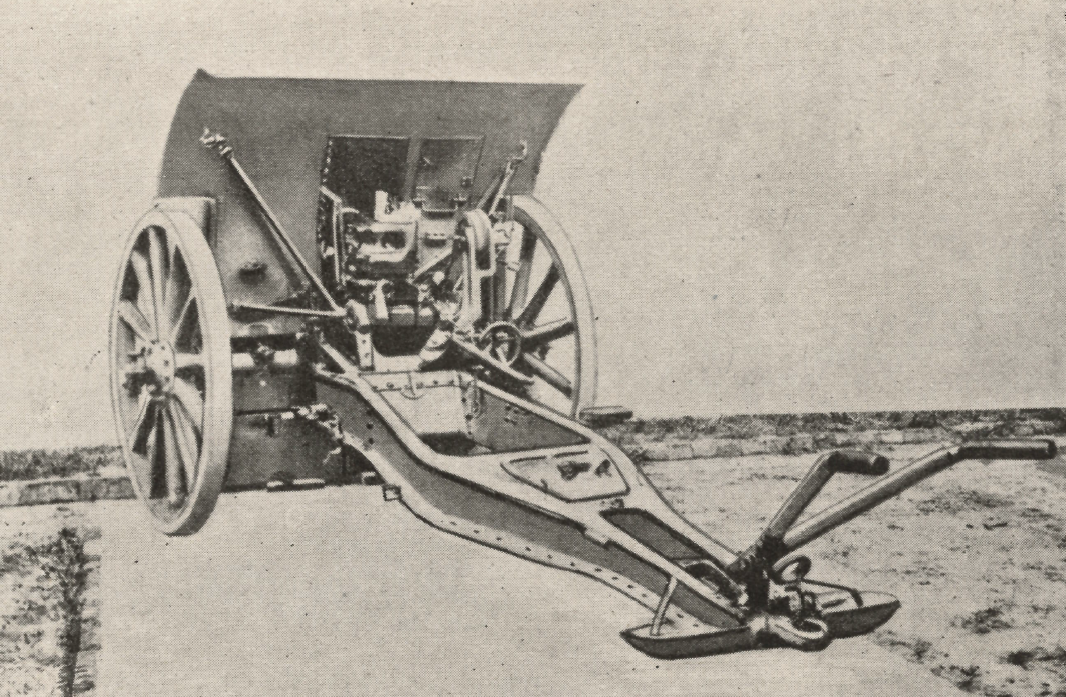
7,7-cm-Räderflak L/27 (Rh) mit gespreizten Lafettenwänden

Von der Geschütztechnik her war die 7,7-cm-Räderflak L/27 (Rh) mit gespreizten Lafettenwänden identisch zur 7,7-cm-Räderflak L/27 (Rh) mit Radunterlage. Hier bestand die Lafette aus einer Ober- und Unterlafette. Die Oberlafette wurde aus zwei Lafettenwänden gebildet, welche durch ein Verbindungsstück miteinander verbunden waren. Ein Pivotzapfen stellte die Verbindung zu Unterlafette her. Die Oberlafette konnte um 40 Winkelgrad auf der Unterlafette gedreht werden. Die Unterlafette bestand aus den beiden, gespreizten Lafettenwänden, einem Verbindungsstück und einer gekröpften Lafettenachse mit Rädern.

### 7,7-cm-Sockel-Räderflak L/27
Die 7,7-cm-Sockel-Räderflak L/27, kurz 7,7-cm-S.-Flak L/35, von Krupp und Rheinmetall glichen der 7,7-cm-Flak L/35 beider Firmen. Die Rohrlänge war allerdings etwas geringer. Das Geschütz stand allerdings auf einer neuen Pivotlafette, was das schnelle seitliche Richten deutlich verbesserte. Der Sockelblock war auf einer Plattform montiert. Der Kegelförmige Sockelblock ermöglichte der Oberlafette mit dem Geschütz ein seitliches Richten um 360 Winkelgrad.

## Ergebnis
Die abschwenkbare Räderkonstruktion von Krupp wurde bereits 1910 von der Artillerie-Prüfungs-Kommission, kurz A.P.K., abgelehnt. Diese kam zu dem Entschluss, dass die seitliche Beweglichkeit ungenügend war um Luftziele zu verfolgen. Allerdings war auch die Konstruktion von Rheinmetall nicht sehr vielversprechend. Der große Nachteil zum Entwurf von Krupp, war der deutlich geringere Schwenkbereich von nur insgesamt 60 Winkelgrad. Damit war eine Bekämpfung von schnellen Luftzielen nur in einem sehr geringen Maße möglich.
Beide Geschütze wurden im Jahr 1911 beim Kaisermanöver und bei der Festungskriegsübung Thorn eingesetzt und weiter getestet. Beide Räderflak schnitten beim seitlichen Richten erneut sehr schlecht ab. Da beide Konstruktionen auch sehr kompliziert erschienen, überlegte die A.P.K. die Anforderungen für Räderlafetten weiter herabzusetzen. Dennoch wollte die A.P.K. und der Chef des Generalstabes eine Flugabwehrkanone mit einer Räderflak und dem Kaliber 7,7 cm, da diese Geschütze dem Feldheer am besten helfen würden. Am 21. und 22. April 1913 fand in Swinemünde eine Schießübung statt, bei der auch die Mängel an der zweiten Räderflak von Rheinmetall klar zum Vorschein traten.
Weder die 7,7-cm-Räderflak L/27 (Kp), noch die beiden 7,7-cm-Räderflak L/27 (Rh) wurde in Serie hergestellt oder im Krieg eingesetzt. Beide Firmen begannen deshalb mit der intensiven Weiterentwicklung der Flugabwehrkanone und konnten je eigene erfolgreiche Entwürfe der 7,7-cm-leichten Kraftwagenflak L/27 vorlegen.
Im Juni 1914 fand erneut in Swinemünde eine Schießübung statt. Dabei schnitt die Sockel 7,7-cm-Sockel-Räderflak L/27 recht gut ab, da sie schnell seitlich gerichtet werden konnte. Durch diese Test wurde die Sockellafette für den Kampf gegen Luftfahrzeuge als beste für diese Einsatzart empfohlen, neben der mobilen Kraftwagenflak. Dennoch wurde von dieser Sockelflak nur ein Prototyp hergestellt und später, mit dem Entwurf und Bau der 7,7-cm-Sockelflak L/35 kriegstauglich gemacht.